# Samuel Plimsoll

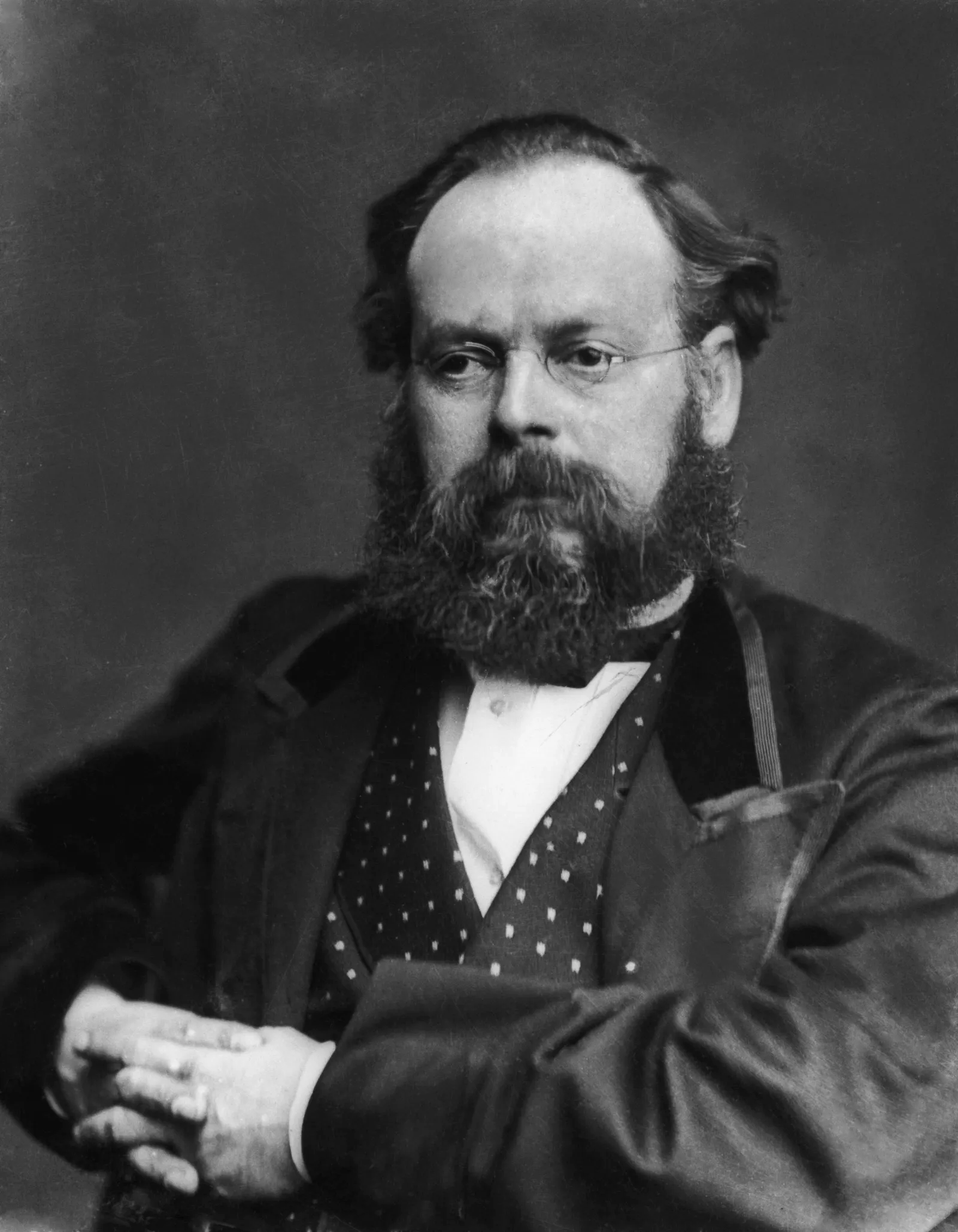
Samuel Plimsoll.

Samuel Plimsoll, född den 10 februari 1824, död den 3 juni 1898, var en brittisk parlamentsledamot, känd för sitt arbete för säkerhet till sjöss.

## Biografi
Plimsoll föddes i Bristol men växte upp i Sheffield och Penrith. På 1850-talet startade han egen firma i London som kolhandlare men detta motarbetades av järnvägsbolagen och han gjorde konkurs.
År 1868 valdes han i underhuset som liberal. Där gjorde han sig snart känd för sin kamp mot icke sjövärdiga fartyg. Hans egna motioner i ämnet misslyckades dock till en början. Han publicerade 1872 boken Våra sjömän som gjorde att frågan fick stor uppmärksamhet över hela landet. 
Detta ledde till att en utredning i frågan tillsattes och 1875 lade regeringen fram en proposition för att öka sjösäkerheten. Plimsoll tyckte inte att regeringens förslag var tillräckligt långtgående men godtog ändå förslaget.
Den 22 juli 1875 förklarade premiärminister Disraeli att regeringen skulle dra tillbaka propositionen. Plimsoll gjorde skandal när han i underhuset kallade dess ledamöter för skurkar och hötte med knytnäven mot talmannen. 
Plimsoll fick be om ursäkt men han hade den allmänna opinionen på sin sida. Året efter lade regeringen fram ett nytt förslag om ökad sjösäkerhet, Merchant Shipping Act, som bland annat innebar inspektioner av fartyg.
Plimsoll har gett namn till det så kallade Plimsollmärket som betecknar minsta tillåtna fribord på ett fartyg. Plimsollare är ett äldre öknamn på ett icke sjövärdigt fartyg.